# Стружець
Стружець (хорв. Stružec) — населений пункт у Хорватії, в Сисацько-Мославинській жупанії у складі громади Поповача.

## Населення
Населення за даними перепису 2011 року становило 687 осіб.
Динаміка чисельності населення поселення:

## Клімат
Середня річна температура становить 11,16 °C, середня максимальна – 25,63 °C, а середня мінімальна – -5,60 °C. Середня річна кількість опадів – 896 мм.
| Клімат поселення                              | Клімат поселення | Клімат поселення | Клімат поселення | Клімат поселення | Клімат поселення | Клімат поселення | Клімат поселення | Клімат поселення | Клімат поселення | Клімат поселення | Клімат поселення | Клімат поселення | Клімат поселення |
| Показник                                      | Січ.             | Лют.             | Бер.             | Квіт.            | Трав.            | Черв.            | Лип.             | Серп.            | Вер.             | Жовт.            | Лист.            | Груд.            |                  |
| Середній максимум, °C                         | 6,60             | 8,71             | 13,02            | 17,54            | 22,51            | 25,63            | 24,82            | 24,10            | 20,35            | 15,27            | 9,62             | 5,64             |                  |
| Середня температура, °C                       | 0,48             | 2,59             | 6,91             | 11,44            | 16,40            | 19,54            | 20,95            | 20,23            | 16,48            | 11,41            | 5,76             | 1,77             |                  |
| Середній мінімум, °C                          | −5,6             | −3,49            | 0,80             | 5,34             | 10,30            | 13,44            | 17,08            | 16,35            | 12,61            | 7,52             | 1,89             | −2,1             |                  |
| Норма опадів, мм                              | 54               | 52               | 60               | 72               | 81               | 91               | 81               | 84               | 80               | 83               | 89               | 69               |                  |
| Середньомісячна швидкість вітру, м/с          | 1.80             | 2.02             | 2.43             | 2.30             | 2.10             | 1.94             | 1.90             | 1.72             | 1.73             | 1.80             | 1.86             | 1.88             |                  |
| Середньомісячна сонячна радіація, кДж/м²·день | 4239             | 7002             | 10775            | 15219            | 19400            | 21602            | 22539            | 19659            | 14545            | 8914             | 4707             | 3441             |                  |
| --------------------------------------------- | ---------------- | ---------------- | ---------------- | ---------------- | ---------------- | ---------------- | ---------------- | ---------------- | ---------------- | ---------------- | ---------------- | ---------------- | ---------------- |
| Джерело:                                      |                  |                  |                  |                  |                  |                  |                  |                  |                  |                  |                  |                  |                  |